# Nikolay Tatarinov
Nikolay Tatarinov, né le 14 décembre 1927 à Léningrad et mort le 29 mai 2017 à Saint-Pétersbourg, est un pentathlonien soviétique.

## Palmarès

### Jeux olympiques
- 1960 à Rome,  Italie
  -  Médaille d'argent par équipe [2]